# Légitime Défense (film, 1956)
Pour les articles homonymes, voir Légitime défense (homonymie).
Pour plus de détails, voir Fiche technique et Distribution.
Légitime Défense (Gun the Man Down) est un western américain sorti en 1956 et réalisé par Andrew McLaglen. Il n'a pas été exploité en France à sa sortie, mais bien en Belgique, d'où son titre francophone. Il s'agit de la première expérience de McLaglen en tant que réalisateur.

## Synopsis
Après avoir dévalisé une banque à Palace City, Rem Anderson, Matt Rankin et Ralph Farley regagnent le repaire où les attend Janice, la compagne de Rem. Mais Rem a été blessé par balle pendant l'attaque et ne peut plus se déplacer. Ses deux acolytes l'abandonnent sur place, en proie au shérif qui est sur leurs traces. Ils s'enfuient avec le butin et forcent Janice à les accompagner. Rem est alors arrêté et envoyé en prison.
Après avoir purgé une peine d'un an, Rem est libéré. Il n'a qu'une idée en tête : retrouver ceux qui l'ont trahi. Il rencontre son ami Billy Deal, un tueur, qui lui indique qu'ils se trouvent dans une petite ville de quelques habitants. Rem se rend sur place et son arrivée éveille immédiatement l'attention du shérif Morton et de son adjoint Lee.
Lorsqu'ils aperçoivent Rem, Rankin et Farley sont terrifiés, d'autant que Rankin s'est approprié l'amour de Janice. Farley décide de fuir, mais Rem le croise sur son chemin et l'empêche de quitter la ville. Rankin décide alors d'acheter les services de Billy Deal. Il lui offre 5 000 dollars pour tuer Rem. Janice se rend à l'hôtel où se trouve Rem et, pleine de remords, le prévient de l'arrivée de Billy. Rem parvient à surprendre Billy dans une grange et tue celui-ci.
Finalement, Rankin, Farley et Janice quittent la ville en douce durant la nuit, mais Rem, attentif, les poursuit. Il les surprend et Janice tente de l'aider, du coup Rankin abat celle-ci sans scrupules. Ensuite, dans le noir et pris de panique, Rankin tue aussi par erreur son compère Farley. Le scélérat se retrouve seul mais parvient à prendre la fuite à cheval.
Au petit matin, en ville, Lee se rend compte que les quatre personnages ont disparu. Avec le shérif, ils partent à leur poursuite. Finalement, Rem et Rankin se retrouvent tous les deux acculés dans un canyon. Après une rude bagarre, Rem met son adversaire hors d'état de nuire et, plutôt que de le tuer, décide de le livrer au shérif pour le meurtre de Janice.

## Fiche technique
Sauf mention contraire, les données sont issues du film directement.
- Titre belge : Légitime Défense
- Titre original : Gun the Man Down
- Réalisateur : Andrew V. McLaglen
- Scénario : Burt Kennedy
- Histoire : Sam C. Freedle
- Musique : Henry Vars
- Directeur de la photographie : William H. Clothier
- Supervision du montage : Everett Sutherland
- Directeur de production : Gordon B. Forbes
- Assistant réalisateur : Robert Justman
- Directeur artistique : Alfred Ybarra
- Chef-opérateur du son : Earl Crain, Sr.
- Mixage : Roger Heman
- Chef décorateur : Victor Gangelin
- Accessoiriste : Joseph LaBella
- Scripte : Sam Freedle
- Maquilleur : Web Overlander
- Costumier : Patrick W. Cummings et Geneva M. Rames
- Coiffeur : Fae M. Smith
- Producteurs : Robert E. Morrison et John Wayne[1]
- Société de production :  Batjac
- Société de distribution :
  - États-Unis : United Artists
  - Belgique : Les Artistes associés
- Date de sortie :
  - États-Unis : 15 novembre 1956[2]
- Durée : 76 minutes
- Format : Noir et blanc – 1,85:1 – 35 mm[3] – Mono

## Distribution
Crédits des acteurs tels qu'apparaissant au générique du film. Les noms des personnages sont issus du site IMDb.
- James Arness : Rem Anderson
- Emile Meyer : le shérif Morton
- Robert Wilke : Matt Rankin
- Harry Carey, Jr. : l'adjoint Lee
- Don Megowan : Ralph Farley
- Michael Emmet : Billy Deal
- Frank Fenton
- Gonzalez Gonzalez : le mexicain de l’hôtel
- Angie Dickinson : Janice